# Tembleque (kommunhuvudort)
Tembleque är en kommunhuvudort i Spanien.   Den ligger i provinsen Toledo och regionen Kastilien-La Mancha, i den centrala delen av landet, 80 km söder om huvudstaden Madrid. Tembleque ligger 640 meter över havet och antalet invånare är 2 202.
Terrängen runt Tembleque är huvudsakligen platt. Tembleque ligger nere i en dal. Runt Tembleque är det glesbefolkat, med 19 invånare per kvadratkilometer. Närmaste större samhälle är Villacañas, 16,3 km sydost om Tembleque. Trakten runt Tembleque består till största delen av jordbruksmark.